# Desolate July
Desolate July è un singolo del gruppo musicale statunitense Sons of Apollo, pubblicato il 10 gennaio 2020 come terzo estratto dal secondo album in studio MMXX.

## Descrizione
Il testo del brano, scritto dal frontman Jeff Scott Soto, è un omaggio al bassista David Z, scomparso il 14 luglio 2017 e amico di lunga data del cantante, oltre che del batterista Mike Portnoy.

## Video musicale
Uscito nel medesimo giorno, anche il video rappresenta un omaggio a David Z, con immagini di lui insieme a Soto e Portnoy alternate ai Sons of Apollo che eseguono il brano.

## Tracce
Testi di Jeff Scott Soto, musiche di Derek Sherinian, Ron Thal e Mike Portnoy.
1. Desolate July – 5:50

## Formazione
Gruppo
- Mike Portnoy – batteria, percussioni, voce, arrangiamento
- Derek Sherinian – tastiera, arrangiamento
- Ron "Bumblefoot" Thal – chitarra, voce, arrangiamento
- Jeff Scott Soto – voce
- Billy Sheehan – basso

Produzione
- The Del Fuvio Brothers: Derek Sherinian, Mike Portnoy – produzione
- Jay Ruston – missaggio, mastering
- John Douglass – assistenza al missaggio
- Maor Applebaum – mastering
- Jerry Guidroz – ingegneria della batteria
- Greg Foeller – assistenza tecnica
- Thomas Cucé – ingegneria del suono aggiuntiva, pre-produzione
- Andy Freeman – ingegneria del suono aggiuntiva